# Paweł Kaśków
Paweł Kaśków (ur. w 2000 r. w Gdańsku) – polski gimnastyk występujący w gimnastyce sportowej.
Na mistrzostwach Europy w 2016 roku w Bernie nie zdołał zakwalifikować się do finałów na przyrządach w kategorii juniorów. Najlepszy wynik w kwalifikacjach uzyskał w ćwiczeniach na drążku, zajmując 40. miejsce.